# Orthosia paromoea
Orthosia paromoea är en fjärilsart som beskrevs av George Francis Hampson 1905. Arten ingår i släktet Orthosia och familjen nattflyn. Inga underarter finns listade i Catalogue of Life. Arten förekommer i Primorje kraj i östligaste Ryssland, i Kina, Korea och Japan. Som imago har den rödbruna täckvingar med två större ringar med tunn vit linje och påminner om busksälgfly.